# Rallye Arctique
Le Rallye arctique (actuel Rallye arctique de Laponie), ou Tunturiralli, est une compétition finlandaise annuelle de rallye automobile sur routes  gelées et enneigées de la région de Rovaniemi, organisée annuellement depuis 1966. Il a compté pour le Championnat d'Europe des rallyes jusqu'en 2003, et pour la Coupe FIA des pilotes en 1977 et 1978. Désormais il est seulement intégré au Championnat de Finlande.
Cinq champions du monde l'ont remporté : Marcus Grönholm, Tommi Mäkinen, Hannu Mikkola, Timo Salonen, et Ari Vatanen. Le premier non-finlandais vainqueur est le suédois Thomas Rådström après 35 ans d'existence, et le premier non-nordique est l'espagnol Dani Sordo après 45 années.
Ces dernières saisons il a attiré plusieurs pilotes spécialistes de courses sur circuits : ainsi parmi les pilotes de Formule 1 on peut citer les quatre suivants pour la seule édition de 2009 : Mika Salo (troisième), Jyrki Järvilehto (neuvième pour sa dixième participation à l'épreuve), Kimi Räikkönen (treizième dès cette première apparition) et Mika Häkkinen (dix-neuvième à sa quatrième participation).
En 2021, le rallye aura lieu deux fois, une fois entre le 14 et 16 janvier pour le championnat des rallye finlandais, et une deuxième fois entre le 26 et 28 février pour le championnat du monde des rallye qui remplace le rallye de Suède annulé en raison de la pandémie de Covid-19.

## Palmarès

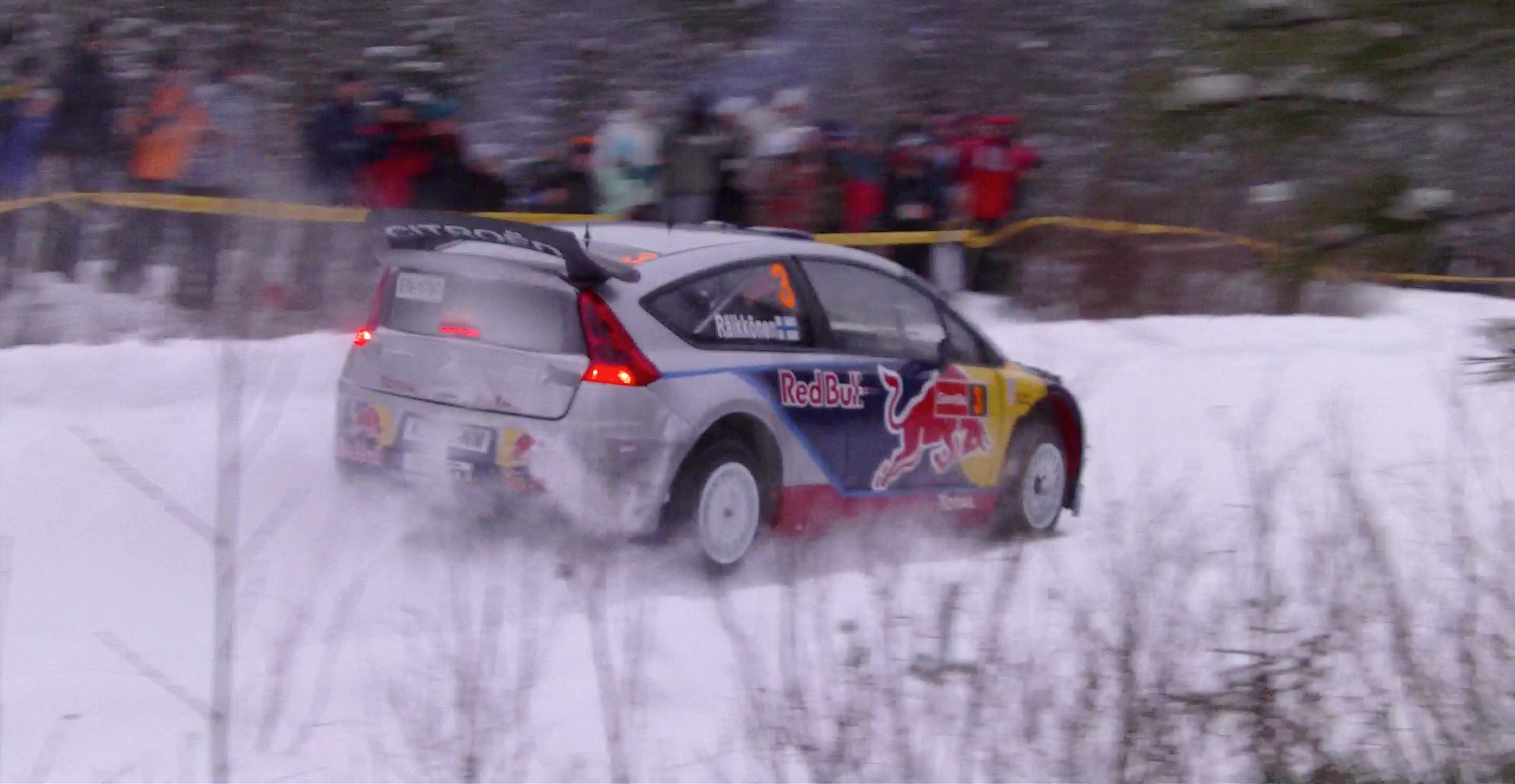
Kimi Räikkönen sur Citroën C4 WRC en 2010.

| Année | Pilote              | Voiture                     | Championnat |
| ----- | ------------------- | --------------------------- | ----------- |
| 1966  | Kari Sohlberg       | VW 1600 L                   |             |
| 1967  | Raimo Kossila       | VW 1600 L                   |             |
| 1968  | Hans Laine          | VW 1600 L                   | Finlande    |
| 1969  | Antti Aarnio-Wihuri | Porsche 911 S               |             |
| 1970  | Hannu Mikkola       | Ford Escort Twin-Cam        | Finlande    |
| 1971  | Antti Aarnio-Wihuri | Porsche 911 S               |             |
| 1972  | Leo Kinnunen        | Porsche 911 S               | ERC         |
| 1973  | Timo Mäkinen        | Ford Escort RS1600          | ERC         |
| 1974  | Tapio Rainio        | Saab 96 V4                  | ERC         |
| 1975  | Simo Lampinen       | Saab 96 V4                  | ERC         |
| 1976  | Tapio Rainio        | Saab 96 V4                  | ERC         |
| 1977  | Ari Vatanen         | Ford Escort RS1800          | ERC         |
| 1978  | Ari Vatanen         | Ford Escort RS1800          | ERC         |
| 1979  | Leo Kinnunen        | Porsche 911 S               | ERC         |
| 1980  | Henri Toivonen      | Talbot Sunbeam Lotus        | ERC         |
| 1981  | Ulf Grönholm        | Fiat 131 Abarth             | ERC         |
| 1982  | Timo Salonen        | Datsun Violet GT            | ERC         |
| 1983  | Lasse Lampi         | Audi Quattro                | ERC         |
| 1984  | Antero Laine        | Audi Quattro                | ERC         |
| 1985  | Antero Laine        | Audi Quattro                | ERC         |
| 1986  | Antero Laine        | Audi Quattro                | ERC         |
| 1987  | Mikael Sundström    | Mazda 323 4WD               | ERC         |
| 1988  | Timo Heinonen       | Audi Coupé Quattro          | ERC         |
| 1989  | Tommi Mäkinen       | Lancia Delta Integrale      | ERC         |
| 1990  | Antero Laine        | Lancia Delta Integrale      | ERC         |
| 1991  | Mikael Sundström    | Mazda 323 4WD               | ERC         |
| 1992  | Kari Kivenne        | Mitsubishi Galant VR-4      | ERC         |
| 1993  | Mikael Sundström    | Mazda 323 4WD               | ERC         |
| 1994  | Lasse Lampi         | Mitsubishi Galant VR-4      | ERC         |
| 1995  | Sebastian Lindholm  | Ford Escort RS Cosworth     | ERC         |
| 1996  | Marcus Grönholm     | Toyota Celica Turbo 4WD     | ERC         |
| 1997  | Marcus Grönholm     | Toyota Celica GT-Four       | ERC         |
| 1998  | Marcus Grönholm     | Toyota Celica GT-Four       | ERC         |
| 1999  | Pasi Hagström       | Toyota Corolla WRC          | ERC         |
| 2000  | Thomas Rådström     | Toyota Corolla WRC          | ERC         |
| 2001  | Pasi Hagström       | Toyota Corolla WRC          | ERC         |
| 2002  | Juuso Pykälistö     | Toyota Corolla WRC          | ERC         |
| 2003  | Janne Tuohino       | Ford Focus RS WRC           | ERC         |
| 2004  | Jukka Ketomäki      | Mitsubishi Lancer Evo VII   | Finlande    |
| 2005  | Juuso Pykälistö     | Ford Focus RS WRC           | Finlande    |
| 2006  | Kosti Katajamäki    | Ford Focus RS WRC           | Finlande    |
| 2007  | Kosti Katajamäki    | Mitsubishi Lancer Evo IX    | Finlande    |
| 2008  | Juha Salo           | Mitsubishi Lancer Evo IX    | Finlande    |
| 2009  | Juha Salo           | Mitsubishi Lancer Evo IX    | Finlande    |
| 2010  | Dani Sordo          | Citroën C4 WRC              | Finlande    |
| 2011  | Juha Salo           | Mitsubishi Lancer Evo X     | Finlande    |
| 2012  | Esapekka Lappi      | Ford Fiesta S2000           | Finlande    |
| 2013  | Juha Salo           | Mitsubishi Lancer Evo X     | Finlande    |
| 2014  | Janne Tuohino       | Ford Fiesta R5              | Finlande    |
| 2015  | Juha Salo           | Mitsubishi Lancer Evo IX    | Finlande    |
| 2016  | Juha Salo           | Peugeot 208 T16             | Finlande    |
| 2017  | Teemu Asunmaa       | Škoda Fabia R5 (en)         | Finlande    |
| 2018  | Eerik Pietarinen    | Škoda Fabia R5              | Finlande    |
| 2019  | Emil Lindholm       | Volkswagen Polo GTI R5 (en) | Finlande    |
| 2020  | Kalle Rovanperä     | Toyota Yaris WRC (en)       | Finlande    |
| 2021  | Juho Hänninen       | Toyota Yaris WRC            | Finlande    |
| 2021, | Ott Tänak           | Hyundai i20 Coupe WRC       | WRC         |
| 2022  | Emil Lindholm       | Škoda Fabia Rally2 evo (en) | Finlande    |
| 2023  | Teemu Asunmaa       | Škoda Fabia Rally2 evo      | Finlande    |
| 2024  | Elfyn Evans         | Toyota GR Yaris Rally1      | Finlande    |
| 2025  | Tuukka Kauppinen    | Toyota GR Yaris Rally2 (en) | Finlande    |